# F. 오거스터스 하인츠
프리츠 오거스터스 하인츠(Fritz Augustus Heinze, 독일어 발음 ˈhaɪntsə, 1869년 12월 5일 ~ 1914년 11월 4일)는 윌리엄 앤드류스 클라크, 마커스 달리와 함께 몬태나주 뷰트의 세 명의 구리왕 중 하나였다.

## 유년기
프리츠 오거스터스 하인츠(F. 오거스터스 하인츠로 알려짐)는 뉴욕주 브룩클린에서 부유한 독일 이민자 오토 하인츠와 아일랜드 계의 리다 라시의 아들로 태어났다. 그는매우 밝았으며, 독일에서 9세부터 15세까지 아주 좋은 교육을 받았으며, 브룩클린 폴리텍 연구소(현재의 폴리텍 대학교)에서 교육을 받았고, 유창한 여러 언어를 배웠다. 그는 1889년 뉴욕에 있는 컬럼비아 대학교의 광산학교를 졸업했다. 그의 부친이 희망하는대로 독일에서 교육을 더 받는 대신에, 서부 콜로라도주와 솔트레이크시티로 가서 그의 광산에 대한 경력을 쌓았다.

## 유산
1914년 11월, 그는 간경변으로 인한 위 출혈로 고생하고 있었으며, 44세의 나이로 사망했다. 하인츠의 재산은 그와 합법적으로 결혼했다고 주장하는 두 여인에 의해 다툼이 일었지만, 그는 하인츠의 누이 리다 플레이트만 하인츠로부터 입양을 했던 2살짜리 아들 프리츠 어거스터스 하인츠에게 남겨졌다. 하인츠는 유언을 남기지 못했다.